# Dom z kości
Dom z kości (ang. House of Bones) – amerykański horror z 2010 roku w reżyserii Jeffery'ego Scotta Lando. Wyprodukowany przez wytwórnię Millennium Media Services.
Premiera filmu miała miejsce 16 stycznia 2010 roku w Stanach Zjednoczonych.

## Fabuła
Do starego domu wprowadza się ekipa telewizyjnego reality show o duchach. Gość specjalny, medium Heather (Charisma Carpenter), wyczuwa w budynku aktywność sił nadprzyrodzonych. Gospodarz programu, Quentin (Corin Nemec), aby uspokoić duchy, musi dotrzeć do przerażającej tajemnicy z przeszłości.

## Obsada
Źródło: Filmweb
- Charisma Carpenter jako Heather Burton
- Corin Nemec jako Quentin
- Kyle Russell Clements jako Bub
- Jake Austin Walker jako JJ
- Gregory Campo jako Kip
- William Adam Scott jako Ronnie
- Antonino Paone jako taksówkarz
- Joe Chrest jako Benjamin
- Stephanie Honore jako Sara Minor
- Marcus Lyle Brown jako Greg Fisher

i inni